# Trzebinia

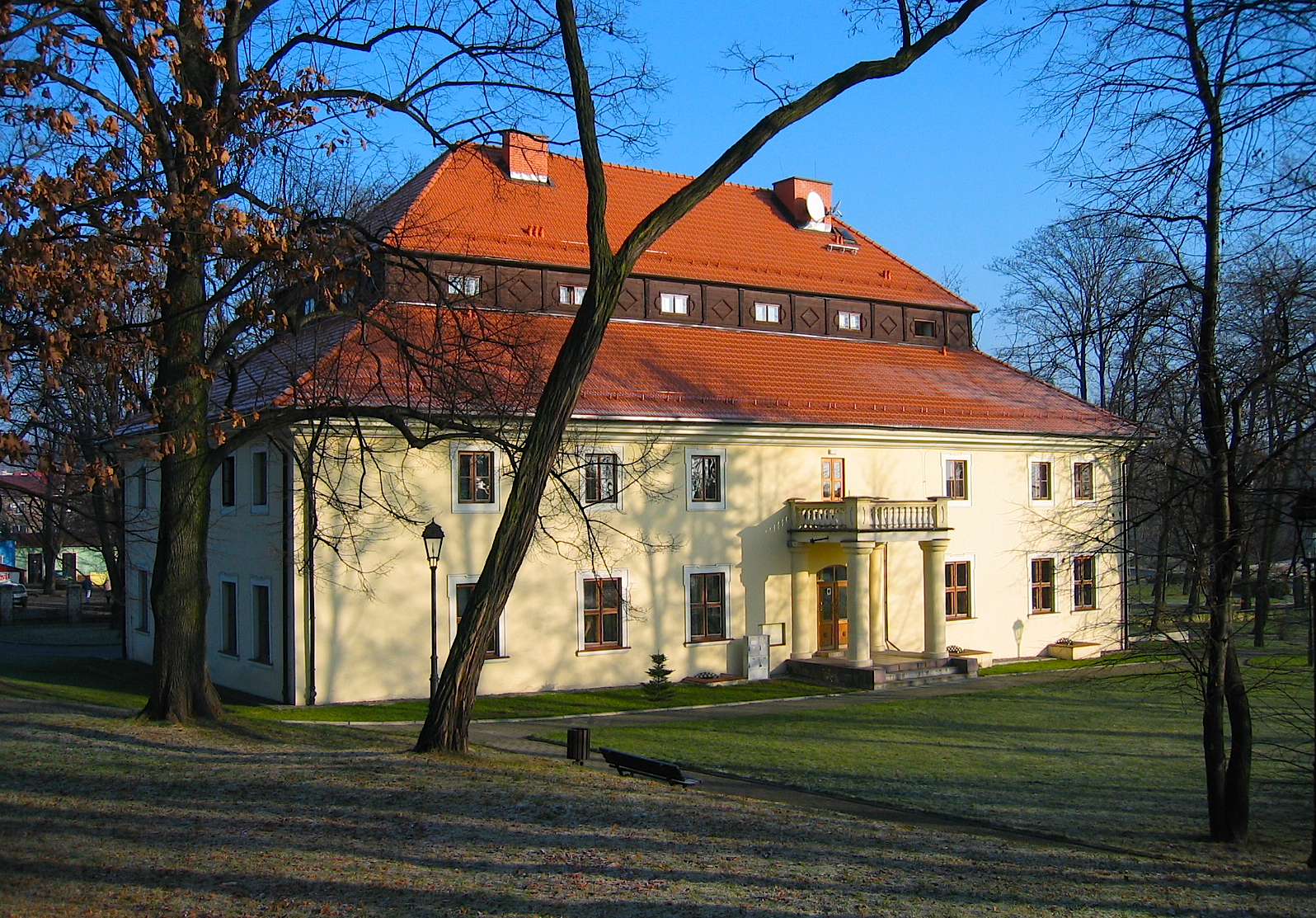
Conacul Zieleniewski

Trzebinia este un oraș în Județul Chrzanów, Voievodatul Polonia Mică, cu o populație de 20.175 locuitori (2010) în sudul Poloniei.
Orașul are rafinărie de petrol Orlen și un nod important de cale ferată din Cracovia spre Katowice, cu conexiuni la Oświęcim și Spytkowice.
Orașul a devenit parte din Voievodatul Polonia Mică după ce a fost parte din Voievodatul Katowice în perioada (1975-1998). Cu o populație de 20.175 persoane (la 31 decembrie 2010), Trzebinia este un important centru industrial. Orașul se află în regiunea muntoasă Cracovia-Częstochowa, înălțimi între 269-407m  deasupra nivelului mării. Trzebinia este o cale ferată și nod de circulație rutieră și se află la intersecția de pe autostrada A4 și Drumul Național Nr.79. Distanța până la Aeroportul Internațional Ioan Paul al II-lea din Cracovia-Balice este de 30 km.

## Istorie
Istoria Trzebinia datează de la sfârșitul Evului Mediu. În 1325, așezarea a avut deja o biserică, care a fost menționată în 1470 de Jan Długosz. Până în secolul al XV-lea, Trzebinia a fost un sat regal, apoi a trecut în mâinile familiilor nobile locale. Atunci au fost descoperite aici zăcăminte de zinc și plumb. Trzebinia, cu toate acestea, a rămas un sat, sau mai degrabă o așezare minieră, care, din 1569 până în 1802 a apartinut familiei Schilhra Trzebiński.
Până la partițiile de Polonia Trzebinia a aparținut Voievodatului Cracovia. În 1772 orașul a fost anexat Imperiului Austriac ca parte din Galiția, unde a rămas până la sfârșitul toamnei anului 1918 (de asemenea, în 1815-1846, Trzebinia a fost parte a orașului liber de Cracovia).
În secolul al XIX-lea zona Trzebinia a trecut prin perioada de industrializare. În 1804-1843, cinci mine de cărbune, două mori de zinc și o fabrică de sticlă s-au deschis aici. La data de 06 septembrie 1817, satul a primit titlu de oraș, iar în a doua jumătate a secolului al XIX-lea, au fost deschise aici mine de cărbune suplimentare, precum și o mină de calamină.
În secolul al XX-lea, Trzebinia a avut rafinării de petrol, centrale electrice, și moară de ciment. În 1903 Salvatorians s-a stabilit aici, și în 1908 a început construcția unei biserici.
La 1 septembrie 1939, Trzebinia a fost bombardat de Luftwaffe. Pe 9 octombrie 1939, a fost anexat direct în al Treilea Reich, granița cu guvernul general a fost la câțiva kilometri spre est, în apropiere de Dulowa. La data de 05 septembrie 1939 în timpul invaziei germane a Poloniei, soldații Wehrmacht-ului au ucis 97 de persoane în oraș.
În august 1944, Trzebinia a fost unul dintre cele mai mari lagăre al complexului lagărelor de concentrare de la Auschwitz III-Monowitz și oferea forță de muncă pentru rafinăria de ulei din apropiere. [2] La 7 septembrie 1944, rafinăria de la Trzebinia a fost bombardată de către avioanele aliate, iar pe 23 ianuarie 1945, germanii s-au retras.
În timpul celui de-al Doilea Război Mondial satul a fost redenumit Arthurgrube, mai târziu redenumită Sierza Wodna (și acum inclus în Trzebinia).

## Economie
Trzebina are Uzina Electrică Siersza și o rafinărie de petrol mare, Rafineria Trzebinia, care aparține firmei PKN Orlen. În 1957-1958 a fost fondată Compania Minieră Trzebionka și în 1962 a început să funcționeze Uzina Electrică Siersza II.